# Kullu
Kullu là một thành phố và là nơi đặt hội đồng đô thị (municipal council) của quận Kullu thuộc bang Himachal Pradesh, Ấn Độ.

## Nhân khẩu
Theo điều tra dân số năm 2001 của Ấn Độ, Kullu có dân số 18.306 người. Phái nam chiếm 54% tổng số dân và phái nữ chiếm 46%. Kullu có tỷ lệ 81% biết đọc biết viết, cao hơn tỷ lệ trung bình toàn quốc là 59,5%: tỷ lệ cho phái nam là 84%, và tỷ lệ cho phái nữ là 77%. Tại Kullu, 10% dân số nhỏ hơn 6 tuổi.